# Tempio della Pudicizia Plebea
Il tempio della Pudicitia Plebeia era un sacello di Roma antica, situato sul colle Quirinale, lungo il Vicus Longus, equivalente all'attuale via Nazionale.

## Storia
Fu eretto nel 296 a.C. da Virginia, moglie del plebeo diventato console Lucio Volumnio, in una sezione della loro casa. Secondo Livio (10.23.6-10) il sacello era sorto in contrapposizione con il sacello della Pudicitia Patricia (del quale l'esistenza non è certa, forse si trattava di uno dei templi di Fortuna nel Foro Boario), quando Virginia, di nascita patrizia, ne era stata esclusa per via del suo matrimonio con un plebeo. Livio racconta come il culto decadde e poi venne dimenticato per via dell'estrema apertura a qualsiasi donna, in contrapposizione col principio di "pudicizia"; Festo però nel II secolo d.C. citava il culto come ancora esistente ai suoi tempi.